# Elisa, vida mía
Elisa, vida mía es una película de drama española dirigida y escrita por Carlos Saura en 1976 y estrenada en 1977.

## Argumento
Luis, de 60 años, ha decidido retirarse y vivir en soledad. Con fragmentos de recuerdos y reflexiones está escribiendo una narración. Pero, un buen día, Luis recibe la visita de su hija Elisa (Geraldine Chaplin), recién separada de su marido. Es cuando entonces la relación entre padre e hija empieza a hacerse cada vez más profunda. Sus conversaciones van incorporándose a la narración y a veces hasta surgen de ella. Poco a poco va configurándose un mundo que integra, mezcla y modifica lo vivido y lo relatado.

## Reparto
- Fernando Rey como Luis
- Geraldine Chaplin como Elisa/Madre de Elisa
- Isabel Mestres como Isabel
- Joaquín Hinojosa como Julián
- Norman Briski como Antonio
- Francisco Guijar como Médico
- Arantxa Escamilla como Niña Isabel
- Jacobo Escamilla como Niño
- Ana Torrent como Niña Elisa

## Críticas
"Trabajada historia de relaciones padre-hija. Muy bien Geraldine Chaplin, impresionante Fernando Rey" (Fernando Morales: Diario El País).

## Localizaciones de rodaje
La película se rodó en Madrid, Segovia y Melque de Cercos (Segovia).

## Premios
33.ª edición de las Medallas del Círculo de Escritores Cinematográficos
| Categoría      | Candidato    | Resultado |
| -------------- | ------------ | --------- |
| Mejor director | Carlos Saura | Ganador   |

Festival Internacional de Cine de Cannes de 1977
| Categoría    | Candidato    | Resultado |
| ------------ | ------------ | --------- |
| Mejor actor  | Fernando Rey | Ganador   |
| Palma de Oro | Carlos Saura | Nominado  |

## Novela
27 años después del estreno de la película, Saura retomó la historia para trasladarla al lenguaje literario. Decidió ir más allá del guion original y, basándose en la película, se alejó de ella para escribir un nuevo relato. Reconoció que «hay cosas en la novela que en la película no existen» y la describió como «un intento de reencontrarse a sí mismo, una reflexión sobre la vida».